# Burton (circonscription britannique)
Pour l’article homonyme, voir Burton.
Circonscription parlementaire de la Chambre des communes
La circonscription de Burton est une circonscription situé dans le Staffordshire et représenté dans la Chambre des communes du Parlement britannique.

## Géographie
La circonscription comprend :
- Les villes d'Uttoxeter, Burton upon Trent
- Les paroisses civiles de Leigh et Hanbury
- Le village de Marchington Woodlands

## Députés
Les Members of Parliament (MPs) de la circonscription sont :
| Législature | Années               | Député          | Député                    | Parti             |
| ----------- | -------------------- | --------------- | ------------------------- | ----------------- |
| Burton      |                      |                 |                           |                   |
| 23e         | 1885–1886            |                 | Michael Arthur Bass       | Libéral           |
| 24e         | 1886–1892            | Sydney Evershed |                           | Libéral           |
| 25e         | 1892–1895            | Sydney Evershed |                           | Libéral           |
| 26e         | 1895–1899            | Sydney Evershed |                           | Libéral           |
| 27e         | 1900–1906            |                 | Robert Frederick Ratcliff | Libéral-unioniste |
| 28e         | 1906–1910            |                 | Robert Frederick Ratcliff | Libéral-unioniste |
| 29e         | 1910–1910            |                 | Robert Frederick Ratcliff | Libéral-unioniste |
| 30e         | 1910–1912            |                 | Robert Frederick Ratcliff | Libéral-unioniste |
| 30e         | 1912-1918            |                 | Robert Frederick Ratcliff | Unioniste         |
| 31e         | 1918–1922            | John Gretton    |                           | Unioniste         |
| 32e         | 1922–1923            | John Gretton    |                           | Unioniste         |
| 33e         | 1923–1924            | John Gretton    |                           | Unioniste         |
| 34e         | 1924–1929            | John Gretton    |                           | Unioniste         |
| 35e         | 1929–1931            | John Gretton    |                           | Unioniste         |
| 36e         | 1931–1935            | John Gretton    |                           | Unioniste         |
| 37e         | 1935–1937            | John Gretton    |                           | Unioniste         |
| 38e         | 1945–1950            |                 | Arthur William Lyne       | Travailliste      |
| 39e         | 1950–1951            |                 | Arthur Colegate           | Conservateur      |
| 40e         | 1951–1955            |                 | Arthur Colegate           | Conservateur      |
| 41e         | 1955–1959            | John Jennings   |                           | Conservateur      |
| 42e         | 1959–1964            | John Jennings   |                           | Conservateur      |
| 43e         | 1964–1966            | John Jennings   |                           | Conservateur      |
| 44e         | 1966–1970            | John Jennings   |                           | Conservateur      |
| 45e         | 1970–1974            | John Jennings   |                           | Conservateur      |
| 46e         | 1974–1974            | Ivan Lawrence   |                           | Conservateur      |
| 47e         | 1974–1979            | Ivan Lawrence   |                           | Conservateur      |
| 48e         | 1979–1983            | Ivan Lawrence   |                           | Conservateur      |
| 49e         | 1983–1987            | Ivan Lawrence   |                           | Conservateur      |
| 50e         | 1987–1992            | Ivan Lawrence   |                           | Conservateur      |
| 51e         | 1992–1997            | Ivan Lawrence   |                           | Conservateur      |
| 52e         | 1997–2001            |                 | Janet Dean                | Travailliste      |
| 53e         | 2001–2005            |                 | Janet Dean                | Travailliste      |
| 54e         | 2005–2010            |                 | Janet Dean                | Travailliste      |
| 55e         | 2010–2015            |                 | Andrew Griffiths          | Conservateur      |
| 56e         | 2015–2017            |                 | Andrew Griffiths          | Conservateur      |
| 57e         | 2017–2018            |                 | Andrew Griffiths          | Conservateur      |
| 57e         | juil. 2018-déc. 2018 |                 | Andrew Griffiths          | Indépendant       |
| 57e         | 2018-2019            |                 | Andrew Griffiths          | Conservateur      |
| 58e         | 2019–Présent         | Kate Griffiths  |                           | Conservateur      |

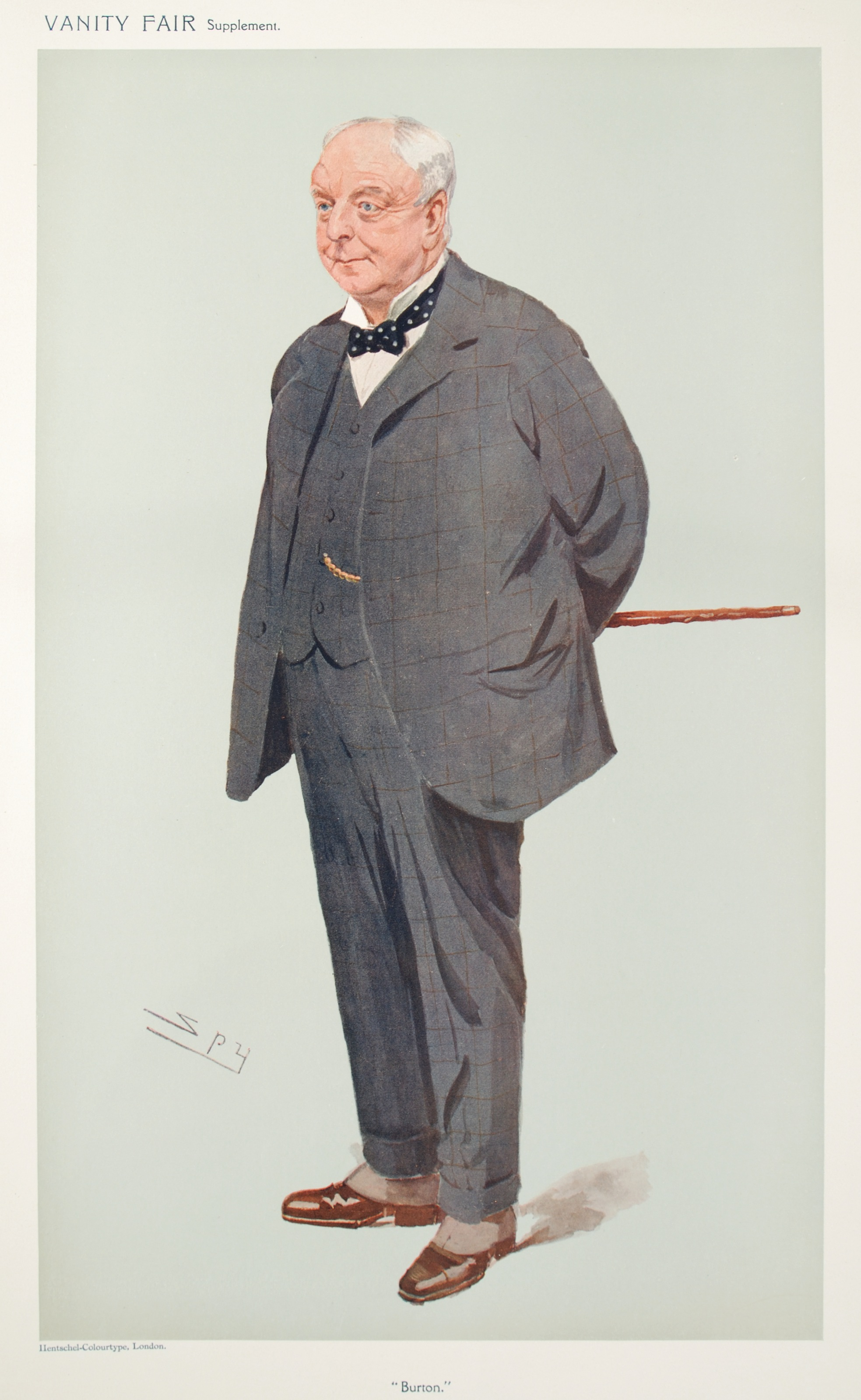
Michael Arthur Bass (1885-1886), par Spy (Vanity Fair)
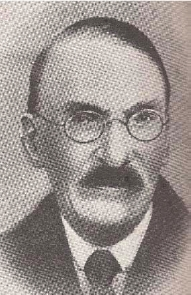
John Gretton (1918-1945)
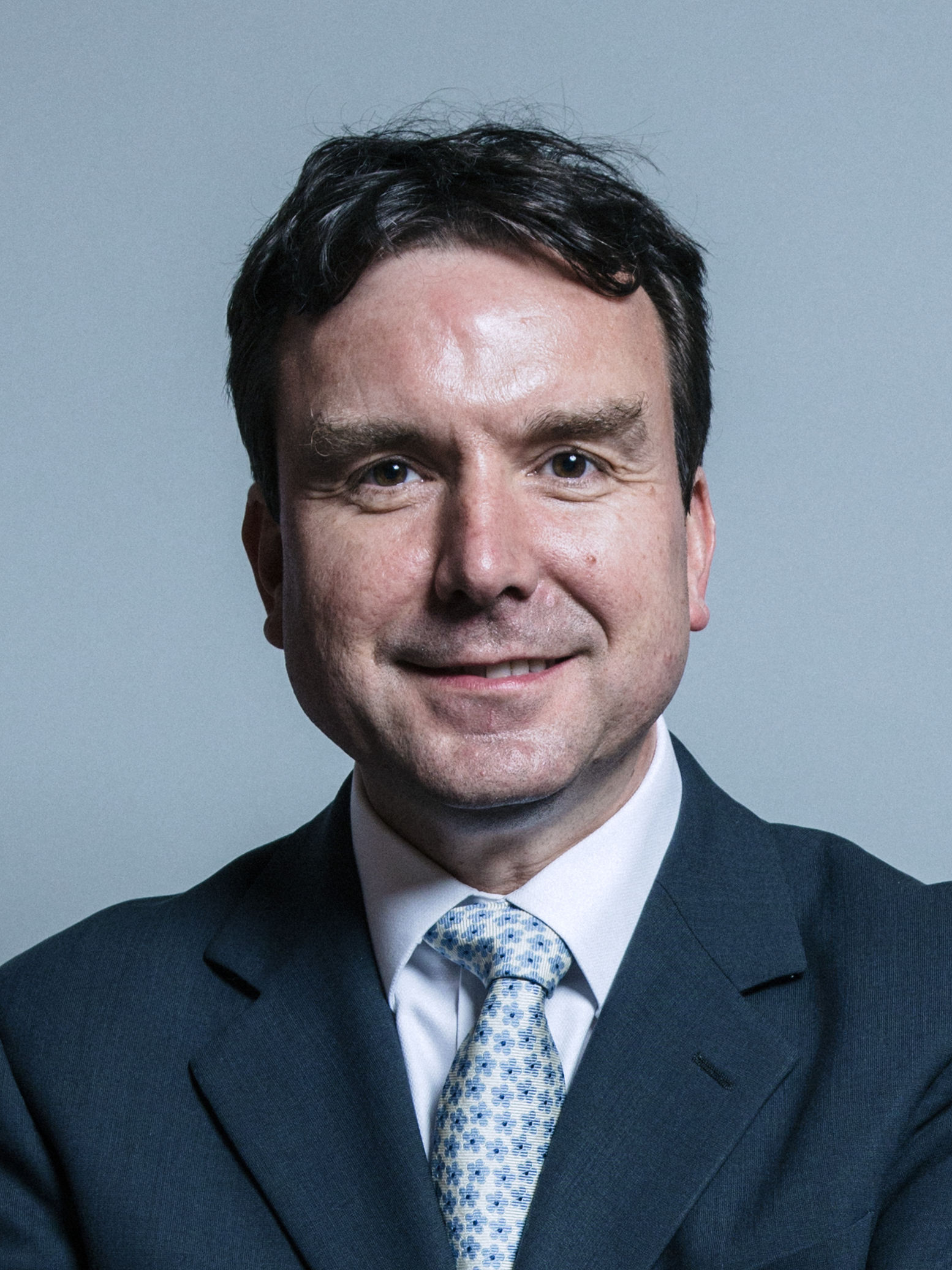
Andrew Griffiths (2010-2019)